# Тихий (приток Чанкылькы)
Тихий — ручей в России, протекает по территории Туруханского района Красноярского края. Устье реки находится в 25 км по левому берегу реки Чанкылькы. Длина реки составляет 12 км.
Высота устья — 80 м над уровнем моря.
Система водного объекта: Чанкылькы → Худосей → Таз → Карское море.

## Данные водного реестра
По данным государственного водного реестра России относится к Нижнеобскому бассейновому округу, водохозяйственный участок реки — Таз. Речной бассейн реки — Таз.
Код объекта в государственном водном реестре — 15050000112115300068889.